# منیره مصلی
منیره احمد محمد مُصلی (به عربی: منیرة موصلی) (ژوئیه ۱۹۵۴ – ژانویه ۲۰۱۹) هنرمند و نقاش برجسته عربستان سعودی بود. او در خلق آثار خود از مواد مختلفی همچون مس، رنگ‌های طبیعی، الیاف درخت خرما، گیاهان، کاغذ، پاپیروس و صدف استفاده می‌کرد و به‌ویژه در به‌کارگیری تکنیک کلاژ مهارت داشت. آثار او تحت تأثیر رویدادهای جهان عرب، باستان‌شناسی انسانی، موسیقی، طبیعت و شعر قرار داشت. مصلی آثارش را در سراسر جهان عرب به نمایش گذاشت و در سال ۱۹۹۴ در برنامه توسعه سازمان ملل متحد برای منطقه خلیج فارس فعالیت داشت. پس از درگذشت او، یکی از گالری‌های هنری عربستان سعودی به نام موصلی تغییر نام یافت.

## زندگی
منیره مصلی در ژوئیه ۱۹۵۴ در مکه، عربستان سعودی متولد شدو از کودکی به طراحی علاقه نشان داد. او نخستین نمایشگاه آثار خود را در سال ۱۹۶۸ همراه با صفیه بن زقر در مدرسه آموزش مدرن برگزار کرد.چهار سال بعد، نخستین نمایشگاه انفرادی او در جده، شهر مادربزرگش، برپا شد.
او تحصیلات ابتدایی و متوسطه خود را به ترتیب در لبنان و مصر گذراند.در ۱۹۷۴، از دانشکده هنرهای زیبای دانشگاه اسکندریه در رشته هنرهای زیبا فارغ‌التحصیل شد و سپس تحصیلات خود را در ایالات متحده ادامه داد. در ۱۹۷۹، مدرک دیپلم طراحی گرافیک را دریافت کردو آثارش را در ۱۹۷۶ در یک نمایشگاه مشترک در کالیفرنیا به نمایش گذاشت.
پس از فارغ‌التحصیلی، در سال ۱۹۷۹ به عنوان متخصص طراحی انتشارات در بخش روابط عمومی شرکت آرامکو عربستان مشغول به کار شد. از جمله آثار شاخص او، پوستر زمین و ناسی بود که در سال ۱۹۹۰ برای مرکز تحقیقات و مطالعات جمهوری دومینیکن طراحی شد و در کتابخانه‌های یونسکو در سراسر جهان منتشر گردید تا در روز جهانی زن ۱۹۹۲ به نمایش گذاشته شود.
مصلی به عنوان متخصص فنی در مشارکت برنامه‌های هنری و رسانه ای برنامه خلیج فارس برای حمایت از برنامه توسعه سازمان ملل در سال ۱۹۹۴ انتخاب شد.
در ۱۹۹۳، نمایشگاهی با عنوان الوسطی و من را در گالری علم الفن، بیروت برگزار کرد. از سال ۲۰۰۳، تمرکز او بیشتر بر نقاشی معطوف شدو در ۲۰۰۷، جشنواره هنری الخُبَر را پایه‌گذاری کرد.
در نوامبر ۱۹۹۷، وزارت فرهنگ لبنان به او نشان لیاقت هنری اهدا کرد. او در سال ۲۰۱۱، نمایشگاهی با عنوان وضعیت هنر اکنون را در گالری آلباره برگزار کرد که الهام‌گرفته از ملاقات او با دختری ۱۴ ساله‌ای بود که توسط سربازان عراقی کشته شده بود.
او همچنین در ۲۰۱۶، نمایشگاه‌هایی را در گالری حافظ، نمایشگاه هنر دبی و جشنواره هنر جده برگزار کرد و طی دوران فعالیتش، جوایز متعددی از نهادهای هنری عربی و بین‌المللی دریافت نمود.

## هنر
منیره مصلی از رویدادهای جهان عرب، باستان‌شناسی انسانی، موسیقی، طبیعت و شعر الهام می‌گرفت. او با استفاده از طیف وسیعی از مواد، سعی می‌کرد هر ماده‌ای را متناسب با مفهوم اثر خود انتخاب کند. از جمله مواد مورد استفاده او می‌توان به مس، رنگ‌های طبیعی، الیاف درخت خرما، گیاهان، کاغذ، پاپیروس و صدف اشاره کرد. او به‌ویژه در استفاده از تکنیک کلاژ تبحر داشت.

## مرگ
منیره مصلی پس از تحمل بیماری کلیوی طولانی‌مدت، در ژانویه ۲۰۱۹ درگذشت و در قبرستان رویس جده به خاک سپرده شد.

## میراث
او را پیشگام هنر پلاستیک غیرسنتی در عربستان می‌دانند. شبکه العربیه از او به‌عنوان کسی که نقش مهمی در توسعه جنبش هنرهای زیبا، به‌ویژه در میان زنان داشت یاد کرد.عبدالرحمن السلیمان، منتقد هنری، او را هنرمندی مهم با رهبری هنری واقعی توصیف کرد. در تجلیل از میراث او، بدر بن عبدالله بن محمد بن فرحان آل سعود، وزیر فرهنگ عربستان، نام یکی از گالری‌های هنری این کشور را به افتخار او تغییر داد.